# Curtis Gates Lloyd

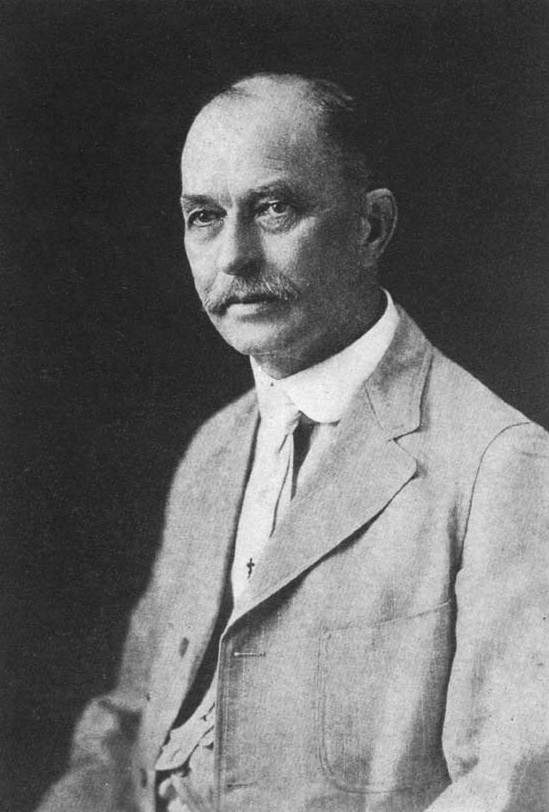
Curtis Gates Lloyd.

Curtis Gates Lloyd (17 de julho de 1859, Florence, Kentucky – 11 de novembro de 1926, Cincinnati, Ohio) foi um micologista norte-americano .

## Trabalhos publicados
Ele publicou 26 edições do The Bulletin of the Lloyd Library; seis delas versam sobre assuntos micológico. 
- (1908). Mycological Notes 2: 205–412.
- (1912). Index of Mycological Writings 4 (39): 510–540. Cincinnati, Ohio; Lloyd.
- (1916). Puerto Rican collections. Mycological Writings 5: 582, 1 fig.
- (1916). Puerto Rican collections (letter 63: 8, 13). Mycological Writings 5: 626, 1 fig.
- (1917). Notes on the Xylarias. Mycological Writings 5: 675–679.
- (1917). Notes on the Xylarias. Mycological Writings (Myc. Notes No 51) 5: 724–725.
- (1917). The globose Xilarias. Mycological Writings (Myc. Notes No 51) 5: 727-728.
- (1917). Rare or interesting fungi. Mycological Writings (Myc. Notes No 51) 5: 729–732.
- (1917). Aleurodiscus vitellinus. Mycological Writings (Myc. Notes No 52) 5: 736–737, 1 fig.
- (1917). Letter No. 65. March 1917. Mycological Writings 1–16.
- (1917). The genus Cyttaria. Mycological Writings No. 48 5: 671–674.
- (1917). Puerto Rican collections. Mycological Writings 5: 675–676, 6 figs.
- (1917). Puerto Rican collections (letter 66: 6, l0). Mycological Writings 5: 726, 3 figs.
- (1918). Puerto Rican collections (letter 67: 9, 68: 6, 12). Mycological Writings 5.
- (1919). Rare or interesting fungi received from correspondents. Mycological Writings (Myc. Notes No 57) 5: 816–828.
- (1920). Mycological notes no. 64. Mycological Writings 6: 985–1029.
- (1921). Mycological Notes 6: 1–1101.
- (1921). Puerto Rican collections (Fink). Mycological Writings 6: 1044, 1071–1072, 1 fig.
- (1922). Mycological Notes 7(2): 1135–1168.
- (1922). Puerto Rican collections (Chardón). Mycological Writings 7: 1114, 1123.
- (1923). Novel and noteworthy specimens received from correspondents. Index of the Mycological Notes7: 1105–1364.
- (1925). Puerto Rican collections (Tucker). Mycological Writings 7: 1353, 1354, 5 figs.